# Reggenza di Banyuasin
La reggenza di Banyuasin (in indonesiano: Kabupaten Banyuasin) è una reggenza dell'Indonesia, situata nella provincia di Sumatra Meridionale.